# 小笠原信興
小笠原信興（?—?），日本戰國時代至安土桃山時代的武將。遠江國高天神城城主。父親是小笠原氏興。長忠一名廣為人知，不過這個名字只在軍記物中有記載。
信濃國小笠原氏的庶流遠江國高天神小笠原氏出身。高天神小笠原氏在祖父小笠原春義（春茂）一代，因為當時高天神城城主福島氏在花倉之亂後沒落，於是以駿河國今川氏的家臣身份崛起。春茂名字中的「春」字是福島氏的通字，以後的當主被今川氏賜予通字「氏」字，得到一門眾的待遇。

## 生平
生年不詳。父親氏興亦仕於今川氏。初名是氏助，「氏」字是由父傳子的通字，而「助」字則被認為是小笠原氏的通字。仕於今川義元和其子氏真，永祿11年（1568年），因為甲斐國的武田信玄侵攻駿河，今川氏沒落，於是投向從今川氏奪去遠江國支配權的三河國的德川家康，成為與武田的領國駿河接壤的最前線高天神城的城主。永祿12年（1569年），繼承家督（『龍泉院文書』）。
在元龜元年（1570年）的金崎之戰、姉川之戰等戰事中立下武功。元龜2年（1571年）3月，武田氏大規模侵攻遠江、三河，在武田軍的大軍攻至高天神城時，以少量兵力堅守城池，一時間撃退武田軍。元龜3年（1572年），參加三方原之戰。
天正2年（1574年）6月，武田勝賴率領大軍再次進攻高天神城。此時向家康請求援軍，不過因為家康恐懼武田軍而沒有派出援軍，於是不久後向勝賴降伏，被轉至駿河國庵原郡、富士郡（鸚鵡栖）1萬貫。
在離開高天神城以後，文書上沒有記載在駿河東部的動向。一說指在天正2年（1574年）向勝賴降伏後，不久後即病死。根據『北條記』記載，在武田氏於天正10年（1582年）滅亡後，投靠北條氏政而前往小田原，不過因為織田信長的命令而被氏政殺死。在另外的資料中則記載，雖然得到氏政庇護，不過在後北條氏於天正18年（1590年）滅亡時，被家康捕獲，因為過去降伏的罪而被處刑。
此後，由叔父小笠原義賴繼承家督。

## 外部連結
- 武家家伝＿高天神小笠原氏 （页面存档备份，存于）